# Ruch Filozoficzny
Ruch Filozoficzny – czasopismo filozoficzne wydawane we Lwowie od 1911 przez Polskie Towarzystwo Filozoficzne. Po zakończeniu II wojny światowej i odebraniu państwu polskiemu wschodnich województw wraz ze Lwowem wydawnictwo „Ruchu Filozoficznego” zostało przeniesione do Torunia, gdzie jest wydawane od 1946 roku. Pismo zajmuje się popularyzacją filozofii, publikacją dyskusji filozoficznych i sprawozdań z konferencji.